# Kleines Wannenhorn
Ne doit pas être confondu avec Grosses Wannenhorn.
Le Kleines Wannenhorn, ou Klein Wannenhorn, est un sommet des Alpes bernoises, en Suisse, situé dans le canton du Valais, qui culmine à 3 706 m d'altitude. Avec, notamment, le Grosses Wannenhorn, le Schönbühlhorn et le Fiescher Gabelhorn au nord-ouest, il fait partie des Walliser Fiescherhörner qui séparent le glacier d'Aletsch à l'ouest du glacier de Fiesch à l'est,.
La première ascension du Kleines Wannenhorn, par William Henry Gladstone, Charles Stuart Parker, Fridolin Schwick, Johann Tännler et Sedley Taylor, date du 23 août 1866.